# Акт проти рабства
Акт проти рабства (англ. Act Against Slavery) — акт, прийнятий другою сесією 1-ї Законодавчої асамблеї Верхньої Канади 9 липня 1793 року. Згідно з документом, у Верхній Канаді, частині Британської Північної Америки, яка нині є штатом Онтаріо, було заборонено імпорт (завезення) рабів і проголошено, що діти, народжені рабинями після прийняття акту, будуть звільнені з-під рабства після досягнення 25-річного віку.

## Передумови
Джон Ґрейвз Сімко, лейтенант-генерал колонії Верхня Канада, був прихильником скасування рабства ще до приходу до Канади; як член парламенту Великої Британії він вважав рабство злочином проти християнства. Станом на 1792 рік частка рабів у Верхній Канаді не була значною. Проте в порівнянні із кількістю вільних поселенців частка рабів була немалою. У місті Йорк (нині частина Торонто) проживало 15 афроканадців, а в Квебеку — близько 1000. До того ж, на момент ратифікації Акту проти рабства число рабів у Верхній Канаді значно збільшилося внаслідок прибуття із півдня (США) лоялістів, які привезли із собою своїх слуг та рабів.

## Прийняття
На інавгураційному зібранні Виконавчої ради Верхньої Канади у березні 1793 року лейтенант-губернатор Сімко почув історію рабині Хлої Кулі, яку насильницьким шляхом перевезли із Верхньої Канади до США для продажу. Намір Сімко скасувати рабство у Верхній Канаді зазнало опору з боку членів Законодавчої асамблеї, які володіли рабами, тому було прийнято компромісний варіант.
Закон під назвою «Акт про запобігання подальшому ввезенню рабів і про обмеження терміну дії договорів про сервітути у цій провінції» передбачав, що всі раби провінції залишатимуться рабами до своєї смерті; жодні нові раби не можуть бути ввезені до провінції; діти, народжені рабинями після прийняття акту, будуть звільнені з-під рабства після досягнення ними 25-річчя. Основна частина тексту написана генеральним прокурором Джоном Вайтом. Із 16 членів асамблеї щонайменше шість володіли рабами.
Завдяки Акту Верхня Канада стала «першою юрисдикцією Британської імперії, що прийняла закон про звільнення рабів». Акт був чинним до 1833 року, коли британський парламент прийняв Акт про скасування рабства, який заборонив рабство в усіх колоніях Британської імперії.

## Наслідки
1798 року Крістофер Робінсон вніс до Законодавчої асамблеї Верхньої Канади білль про дозвіл на ввезення додаткових рабів. Асамблея прийняла білль, проте розгляд у Законодавчій раді зайшов у глухий кут.
Тисячі темношкірих канадців служили добровольцями під час британсько-американської війни 1812—1814 років. 1819 року генеральний прокурор Джон Робінсон (син Крістофера Робінсона) заявив, що раби, залишаючись у Канаді, були звільнені і що канадські суди захищатимуть їхню свободу.